# Josep Baguñà i Martra

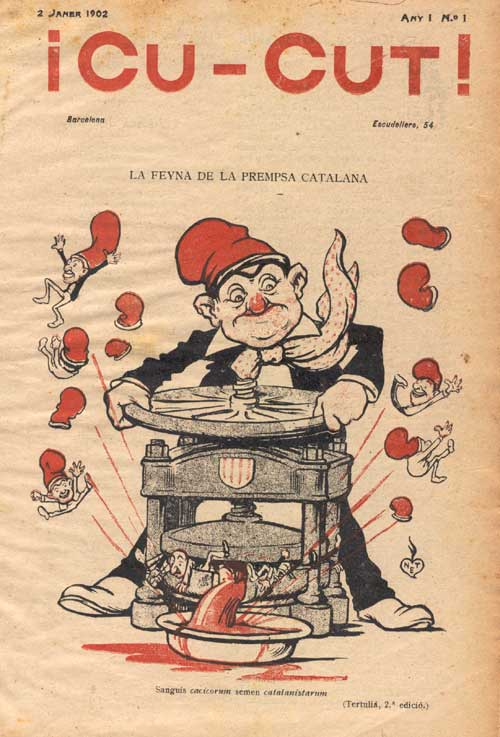
Portada núm. I de la revista Cu-cut

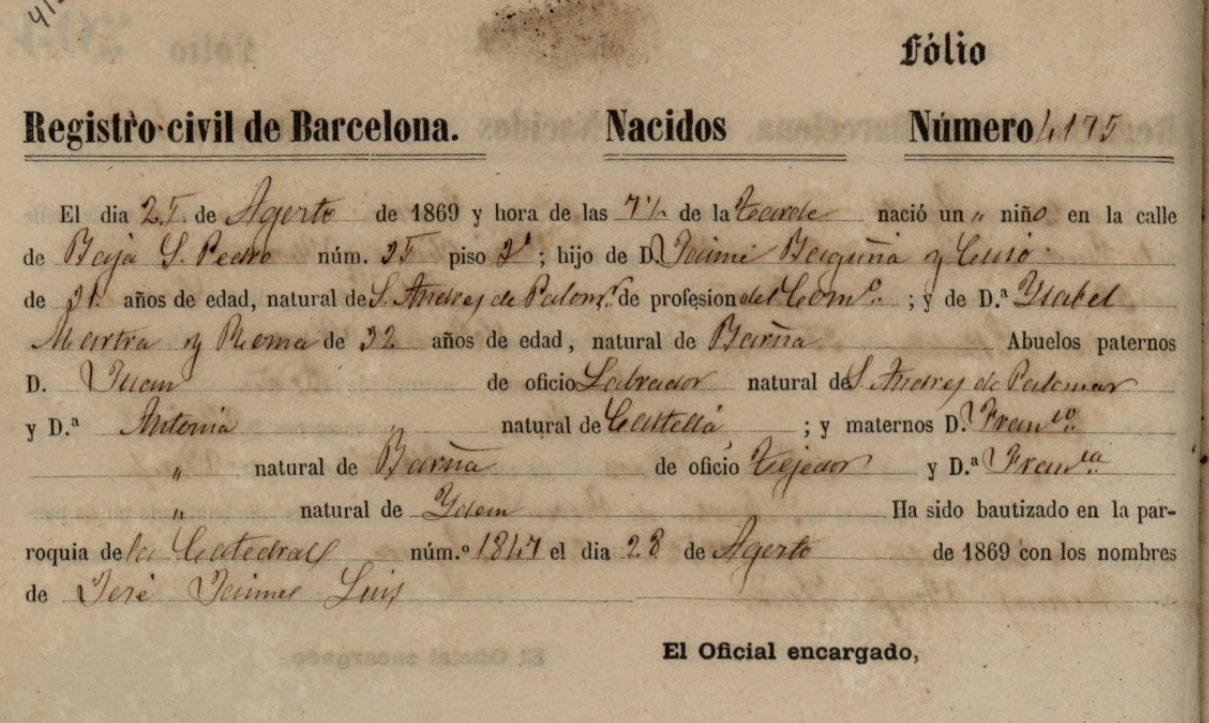
Arxiu municipal de Barcelona. Naixements 1869 plana 10

Josep Baguñà i Martra (Barcelona, 25 agost 1869 - Barcelona, 08 juny 1942) fou un editor català.
Baguñà fou un editor amb imaginació i amb empenta, que tenia el do d'endevinar els gustos del públic i, sobretot, una extraordinària facultat de caçador de talents. És a dir, la de saber descobrir totes les possibilitats dels seus col·laboradors i d'explotar-les en benefici de l'empresa, és clar, però també d'ells mateixos, que sovint ignoraven de què eren capaços.
Home de conviccions arrelades, Baguñà no es limitava, però, a endevinar i satisfer els gustos dels lectors. Feia molt més: orientava aquests gustos, sempre en defensa dels millors ideals.
Editor del setmanari catalanista¡Cu-cut! (1902-1912), devia seguir amb interès des del primer moment l'aparició del setmanari infantil En Patufet i la seva evolució al llarg del seu primer any de vida, i va tenir segurament la intuïció de les potencialitats del petit i modest setmanari. A finals de 1904, quan Aureli Capmany li'n cedí els drets de publicació, Baguñà hi abocà tota la seva experiència d'editor i home d'empresa, i aconseguí que el seu excel·lent equip de col·laboradors del ¡Cu-cut! s'integrés al nou projecte.
Creador de la Biblioteca Patufet, de la qual ja s'havien publicat vuit volums d'autors diversos, va ser ell qui encarregà a Folch i Torres la que havia de ser la primera i més popular novel·la d'aventures d'aquest autor, que l'editor decidí publicar, no ja en forma de volum sinó com a fulletó encartat en el setmanari. L'èxit de Les aventures extraordinàries d'en Massagran i de la nova fórmula fulletó va fer que a aquella primera novel·la en seguissin trenta-sis, totes de Folch i Torres (amb una sola excepció), fins a arribar a la que restà inacabada el desembre de 1938, degut a la prohibició de totes les publicacions en llengua catalana.
Baguñà enllaminia els lectors d'En Patufet amb obsequis variats i originals concursos amb premi, i, a més del setmanari dit, en publicà diversos suplements, entre els quals els Contes d'en Patufet, que sortien cada setmana i van passar del miler. També com a suplements, van sortir, més tard, Virolet i L'Esquitx.
És enterrat al Cementiri del Poblenou.